# Shine a Light (álbum)
Shine a Light é o primeiro álbum ao vivo do cantor e rapper sul-coreano G-Dragon. Foi lançado em 30 de março de 2010 pela YG Entertainment. O álbum foi gravado durante a sua turnê homônima que ocorreu entre os dias 5 e 6 de dezembro de 2009 na Olympic Gymnastics Arena em Seul, Coreia do Sul. Comercialmente, seu lançamento obteve êxito, figurando no topo da parada sul-coreana Gaon Album Chart. 

## Lançamento
Shine a Light foi lançado como um álbum duplo e possui majoritariamente em sua lista de faixas, as canções do primeiro álbum de estúdio de G-Dragon, Heatrbreaker (2009). Além disso, contém a participação do rapper estadunidense Flo Rida, em uma nova versão da canção "Heartbreaker", que faz parte da lista de faixas do disco 2 do álbum, composto por remisturas de singles lançados anteriormente por G-Dragon. 

## Lista de faixas
| Shine a Light – Disco 1 |                                                                 |                          |                                                                                      |                 |         |  |
| N.º                     | Título                                                          | Letras                   | Música                                                                               | Arranjos        | Duração |  |
| 1.                      | "Heartbreaker"                                                  | G-Dragon                 | G-Dragon, Jimmy Thornfelt                                                            | Jimmy Thornfelt | 5:04    |  |
| 2.                      | "This Love"                                                     | G-Dragon                 | G-Dragon, James Valentine, Adam Levine, Ryan Dusick, Mickey Madden, Jesse Carmichael | G-Dragon        | 3:44    |  |
| 3.                      | "Hello" (com participação de Sandara Park)                      | G-Dragon                 | Kush, G-Dragon                                                                       | Kush            | 3:46    |  |
| 4.                      | "Gossip Man" (com participação de Kim Gunmo)                    | G-Dragon                 | Teddy Park, G-Dragon                                                                 | Teddy Park      | 3:58    |  |
| 5.                      | "I'm Thirteen Years Old + Storm + Hip Hop Gentleman + G-Dragon" | -                        | -                                                                                    | -               | 4:15    |  |
| 6.                      | "A Boy" (소년이여; Sonyeoniyeo)                                 | G-Dragon                 | G-Dragon, Choice37                                                                   | Choice37        | 3:16    |  |
| 7.                      | "The Leaders" (com participação de Teddy & CL)                  | G-Dragon, Teddy Park, CL | Teddy Park                                                                           | Teddy Park      | 4:44    |  |
| 8.                      | "Breathe"                                                       | G-Dragon                 | G-Dragon, Jimmy Thornfelt                                                            | Jimmy Thornfelt | 3:54    |  |
| 9.                      | "Butterfly"                                                     | G-Dragon                 | Choice37, G-Dragon                                                                   | Choice37        | 3:41    |  |
| 10.                     | "But I Love U"                                                  | G-Dragon                 | G-Dragon, S Kush                                                                     | S Kush          | 4:55    |  |
| 11.                     | "She's Gone" (com participação de Kush)                         | G-Dragon                 | Kush, G-Dragon                                                                       | Kush            | 4:50    |  |
| 12.                     | "I Need a Girl" (com participação de Taeyang)                   | Jeon Goon, G-Dragon      | Jeon Goon                                                                            | Jeon Goon       | 4:01    |  |
| 13.                     | "Korean Dream" (com participação de Taeyang)                    | G-Dragon                 | G-Dragon, Jimmy Thornfelt                                                            | Jimmy Thornfelt | 3:33    |  |
| 14.                     | "1 Year Station" (1년 정거장; Ilnyeon Jeonggeojang)             | G-Dragon                 | Kush, G-Dragon                                                                       | Kush            | 5:29    |  |
| 15.                     | "Lies"                                                          | G-Dragon                 | G-Dragon                                                                             | Brave Brothers  | 5:59    |  |
| 16.                     | "Heartbreaker (encore)"                                         | G-Dragon                 | G-Dragon, Jimmy Thornfelt                                                            | Jimmy Thornfelt | 4:51    |  |

| Shine a Light – Disco 2 (faixas bônus) |                                               |         |  |
| N.º                                    | Título                                        | Duração |  |
| 1.                                     | "Heartbreaker (com participação de Flo Rida)" | 3:24    |  |
| 2.                                     | "This Love (G.H remix)"                       | 3:19    |  |
| 3.                                     | "A Boy (Choice37 remix)"                      | 3:24    |  |
| 4.                                     | "Breathe (Hitchhiker remix)"                  | 3:38    |  |
| 5.                                     | "Heartbreaker (Choice37 remix)"               | 3:37    |  |

## Desempenho nas paradas musicais
Na Coreia do Sul, Shine a Light estreou diretamente no topo da Gaon Album Chart. Suas vendas no país durante o ano de 2010, atingiram 35,604 mil cópias.

### Posições
| Paradas (2010)                            | Melhor posição |
| ----------------------------------------- | -------------- |
| Coreia do Sul (Gaon Weekly Albums Chart)  | 1              |
| Coreia do Sul (Gaon Monthly Albums Chart) | 3              |
| Taiwan (G-Music Combo Chart)              | 5              |

## Histórico de lançamento
| Região        | Data                | Formato             | Gravadora                   |
| ------------- | ------------------- | ------------------- | --------------------------- |
| Coreia do Sul | 30 de março de 2010 | CD download digital | YG Entertainment Mnet Media |
| Taiwan        | 30 de abril de 2013 | CD                  | Warner Music Taiwan         |